# 井上勝正

井上 勝正（いのうえ かつまさ、1970年〈昭和45年〉1月7日 - ）は、日本の熱波師、JSNA熱波師検定講師。ドイツサウナ協会公認熱波師。ゴールドエクスペリエンスレクイエム株式会社代表取締役社長。本名：井上 富文（いのうえ ひろふみ）。大阪市生野区出身。元プロレスラー。役職：皇帝。別名：サウナそのもの。英語圏では、「Heatwave Master」と呼ばれている。
妻はミュージシャンのtamamix。

## 経歴

### 格闘家期
- 1995年：シュートボクシング龍生塾REX JAPAN入門
- 2000年：龍生塾プロレス参戦プロジェクトに参加
- 2001年：格闘家集団「REX-JAPAN」の一員として大日本プロレスの興行に参加
- 2002年6月30日：立川競輪場駐車場 特設リング大会の対 松崎 駿馬戦でデビュー

### プロレスラー期
- 2002年6月3日：後楽園ホールの試合後プロレスラーになりたいと表明し大日本プロレス所属となる。デスマッチ団体を豪語する同団体の中で、レスリング路線のエースとして君臨。主に第1試合に出場
- 2003年：EAGLEプロレスの近藤博之とタッグを結成していたが、互いにプロレスデビューが遅かった事から「チーム若作り」というチーム名となる。 「チーム若作り」は、主に第1試合に出場。晩年はハードコア戦線にも参入
- 2003年：大日本プロレス第5回最侠タッグリーグ戦に於いて週刊プロレス賞受賞（井上勝正&近藤博之組として）
- 2007年：大日本プロレス関本大介の代打として新日本プロレス中西学と対戦
- 2008年1月2日：後楽園ホール　インディペンデントワールド世界ジュニアヘビー級選手権試合にてチャンピオン飯伏幸太と対戦、タイトル奪取を逃す
- 2009年4月～過去に痛めた両膝の治療のため欠場
- 2009年8月2日：自身のブログにて膝の負傷にあわせ、以前より右目視神経を負傷していたことを告白し、会見にてレスラーを廃業することが発表された。「引退」ではなく「廃業」とした理由は、タイトルを1つも獲得していなかった為と説明する
- 2009年8月28日：後楽園ホール大会にて引退セレモニーを行い、正式に引退した

### 熱波師期
- プロレスラー廃業後、神奈川県横浜市鶴見区のスーパー銭湯、ファンタジーサウナ＆スパ おふろの国に入社。深夜早朝の浴室清掃スタッフとして勤務する。その後、訪れた山梨県上野原市の温泉施設・秋山温泉で体験したドイツ発祥のサウナ入浴法「アウフグース」に触発され、おふろの国にて独自のアウフグースプログラム「ハマ熱波」を開始する。当時、アウフグースは日本にまったく浸透しておらず、「静かに入りたいという客からタオルを投げつけられた」こともあったという。
- 2020年代に入り、テレビやSNS、雑誌などのメディアを通じてサウナ人気が全国的に高まり、いわゆる「サウナブーム」が本格化する。ブームの中で「熱波師（アウフギーサー）」の存在も注目されるようになる
- その独自性と情熱的な演出が評価され、全国各地のサウナ施設からイベント出演の依頼が相次ぐようになる。北海道、関西、九州などへの遠征も増え、各地のサウナーに知られる存在となった。
- 2023年8月20日　ファンタジーサウナ＆スパ おふろの国を退社
- 2023年9月1日　ゴールドエクスペリエンスレクイエム株式会社を立ち上げ活動を開始。企業コラボイベントや地方自治体との連携による地域活性型アウフグース、ウェルネスツーリズムへの展開など、活動の幅を広げている。

### 主なメディア出演
- 2015年2月3日 テレビ東京『そうだ旅（どっか）に行こう。スペシャル』出演
- 2015年2月20日 テレビ朝日『ワイドスクランブル』で紹介
- 2015年8月12日 フジテレビ『めざましテレビ』出演
- 2015年12月5日  NHK『おはよう日本』出演
- 2016年1月15日 日本テレビ系『沸騰ワード10』出演
- 2016年1月17日 TBSテレビ『噂の!東京マガジン』出演
- 2016年1月31日 フジテレビ『人生のパイセンTV』除夜の熱波
- 2016年3月7日 日本テレビ系『ZIP!』出演
- 2016年4月5日 TBSテレビ『前人未”答”マジ神問題集』あばれる君 VS 井上勝正サウナ対決
- 2016年4月20日 NHK eテレ『オイコノミア』又吉直樹 とサルゴリラ児玉に熱波
- 2016年5月17日 TBSテレビ 『Nスタ』出演
- 2016年7月12日 AbemaTV『まこみな、オトナになってよ!!』に出演
- 2016年7月31日 テレビ朝日『ビートたけしのいかがなもの会 2016 テレ朝夏祭り!!バラエティ番組終結 SP 』に出演
- 2016年11月6日 フジテレビ『人生のパイセンTV』ATSUSHI隊に井上勝正が熱波108連波
- 2017年1月24日 AbemaTV『明日、ネット記事になるTV〜東京女子流編〜』生出演
- 2017年7月15日 発売&発刊 雑誌『ドカント』8月号 にて井上勝正特集
- 2017年12月26日 T.M.Revolution西川貴教がオンエアしていた『西川学園高等学校、略してN高!』に出演
- 2018年1月22日 日本テレビ『月曜から夜ふかし』にVTR出演
- 2018年1月24日 テレビ東京『なないろ日和!』出演
- 2018年7月25日 TBSテレビ系列『ビビット』で紹介される
- 2019年4月5日 橋本智広著『極上!サウナめし』第9話 東京・新橋 オアシスサウナアスティル編にて紹介
- 2019年9月23日 TBSテレビ系列『Nスタ』
- 2019年12月31日 ヤマハ発動機とテレビ東京 ドラマ『サ道』がコラボした年末SP限定CMに出演[5]
- 2020年2月11日 テレビ東京『ありえへん世界』VTR出演
- 2021年4月1日 朝日放送テレビ『おはよう朝日です』出演
- 2021年10月22.26日公開 アルコ&ピースYouTube『アルピーチャンネル』出演
- 2022年6月21日 TBSテレビ『マツコの知らない世界』出演
- 2022年7月10日 テレビ朝日『新婚さんいらっしゃい!』出演
- 2022年7月20日 テレビ東京『家、ついて行ってイイですか?』出演
- 2023年2月15日 フジテレビ『ぽかぽか』VTR出演
- 2023年3月公開 YouTube『有村昆のアリコンch』出演
- 2023年4月6日 TOKYO MX『5時に夢中!』出演
- 2023年10月31日 『ザっくりととのうサウナ入門』インタビュー掲載
- 2024年1月23日 TBSテレビ『マツコの知らない世界』にて紹介
- 2024年2月15日 UCカード・セゾンカード会員誌『SAISON express（セゾン・エクスプレス）』インタビュー掲載
- 2024年4月11日 CBCテレビBS11『声優に丸なげ!』にて紹介
- 2024年4月14日 日本テレビ『シューイチ』にて紹介
- 2024年7月 ロッテクーリッシュ広告に出演
- 2024年10月 映画『八犬伝』公式熱波士に選ばれる
- 2025年5月29日  TOKYO MX『5時に夢中!』出演
- 2025年6月20日  YouTube『サウナトトノウ』出演 共演：風吹ケイ

## 必殺技

### 格闘家期
- ダイビングヘッドバット
- タイガー・スープレックス
- 若作りバスターフィッシャーマンズ・バスターと同型。

### 熱波師期
- 鳳翼天翔 パネッパ
- ダブルインパクト
- アース・ウィンド・アンド・ファイアー
- ゴールド・エクスペリエンス・レクイエム
- ギャラクシアンエクスプロージョン
- ギャラクティカファントム
- ヘブンズドア

## 入場曲
- サンデイ・ブラッディ・サンデイ（U2）
- ホワットエヴァー（オアシス）
- セイント・アンガー（メタリカ）
- 青春時代（森田公一とトップギャラン）

## 人物
- 関西系のトークと熱血漢のキャラクター
- 15歳頃から大阪府生野区桃谷にあった日本初のSF専門店「ゼネラルプロダクツ（ゼネプロ）」に足しげく通いモニターで放映されていた庵野秀明監督の「帰ってきたウルトラマン」他、DAICON FILMの映像作品を見ていた
- 2022年1月、ウクレレアーティストのtamamixと再婚。前妻とは3年前に離婚し子供の親権は井上が持っている。